# 대구화남초등학교
대구화남초등학교는 대한민국 대구광역시 달성군에 있는 초등학교이다.

## 역사
- 1999.03.01 개교(36학급)
- 1999.03.01 제1대 김명구 교장 부임
- 1999.03.01~2001.02.28 대구광역시교육청지정 [새 학교문화 창조]시범학교 운영
- 2000.09.01 제2대 권기호 교장 부임
- 2003.03.01~2005.02.28 대구광역시교육청지정 [과학 교육]시범학교 운영
- 2004.03.01 제3대 이동원 교장 부임
- 2004.09.07 화남 유레카 도서관 개관
- 2005.09.01 제4대 이재순 교장 취임
- 2006.03.01~2008.02.29 대구광역시교육청지정 [문화유산] 시범학교 운영
- 2007.12.20 우레탄 운동장 완공 개장
- 2008.03.01 제5대 채선원 교장 부임
- 2008.07.10 화남 e-모둠학습실 개관
- 2009.02.28 급식실 현대화 공사 완료, 교실 에어컨/온풍기 공사 완료
- 2009.03.01~2010.02.28 교원 능력 개발 평가 연구형 선도학교 운영
- 2009.05.15 영어체험실 개관
- 2010.09.01 제6대 김달영 교장 부임
- 2010.10.29 나래관 개관
- 2011.02.11 제12회 졸업식
- 2011.03.01 36학급 편성(특수학급 1학급 포함)
- 2011.03.01~2012.02.29 대구광역시교육청 지정 「영어교육」시범학교 운영(1년)
- 2012.02.16 제13회 졸업식
- 2012.03.01 대구화남초등학교 36학급 편성(특수학급 1학급 포함)
- 2012.03.01~2013.02.28 창의경영학교운영(건강증진모델)
- 2013.02.14 제14회 졸업식
- 2013.03.01 38학급 편성(특수학급 1학급 포함)
- 2013.03.01~2014.02.28 창의경영학교운영(건강증진모델)
- 2013.09.01 제7대 신경목 교장 부임
- 2014-01-01 제5회 방과후학교대상(大賞) 특별상(교육부 장관상) 수상
- 2014-02-14 제15회 졸업식
- 2014-03-01~2015.02.28 협력학습 실천학교 운영
- 2014-03-01~2015.02.28 창의경영학교운영(건강증진모델)
- 2014-03-01~2015.02.28 환경교육 시범학교(달성군 지정)
- 2014-03-01 대구화남초등학교 36학급 편성(특수학급 1학급 포함)
- 2014-11-08 제44회 전국소년체육대회 대비 평가대회 육상 남자초등부 종합 우승
- 2014-11-09 2014년 전국학교스포츠클럽대회 족구 남자초등부 2위
- 2014-11-19 학생ㆍ학부모 중고물품 사용 Up 캠페인(순환자원거래소 활성화 부문) 최우수상 수상(환경부장관상)
- 2014-11-19 학생ㆍ학부모 중고물품거래 Up 캠페인(자원순환 실천 우수교육프로그램 부문) 우수상 수상(부총리 겸 교육부장관상)
- 2014-12-26 2014학년도 학교평가 최우수교 표창
- 2014-12-26 2014학년도 청렴도 향상 의지 평가 결과 회계ㆍ비회계 종합 매우 우수교 표창
- 2015-03-01~2019.02.28. SW교육 선도학교
- 2015-03-01~2016.02.29 협력학습 실천학교 운영
- 2015-03-01 대구화남초등학교 36학급 편성(특수학급 1학급 포함)
- 2015-05-06 ‘탄소발자국 기록장 쓰기, 지구를 위한 나의 실천 공모전’ 환경부장관상 수상